# هیروکو سانو
هیروکو سانو (انگلیسی: Sano Hiroko؛ زادهٔ ۵ فوریهٔ ۱۹۸۳) بازیکن فوتبال است که در تیم ملی فوتبال زنان ژاپن بازی کرده‌است.